# سور-وارانگر
سور-وارانگر (به لاتین: Sør-Varanger) یک شهرداری در نروژ است که در فینمارک واقع شده‌است.

## خصوصیات
سور-وارانگر ۳٬۹۶۷٫۴۰ کیلومترمربع مساحت و ۱۰٬۰۹۰ نفر جمعیت دارد.

## خواهرخوانده
شهر Inari خواهرخواندهٔ سور-وارانگر هست.